# 231 (عدد)
231 هو عدد صحيح  طبيعي بين 230 و232

## في الرياضيات

### خصائص
- 231 عدد فردي
- 231 عدد ناقص
- 231 عدد مضلعي (مثلثي-مسدسي-17 أضلاع-78 أضلاع-...)